# Gemeindevermittlungsamt
Ein Gemeindevermittlungsamt ist in Österreich eine Vermittlungsstelle in Streitfällen, die in einer Gemeinde eingerichtet sein kann. Zweck des Gemeindevermittlungsamtes ist es, außergerichtliche Lösungen zu finden bei Streitigkeiten über
- Geldforderungen und Ansprüche auf bewegliche Sachen,
- Bestimmung oder Berichtigung von Grenzen unbeweglicher Güter oder über Grunddienstbarkeiten,
- die Dienstbarkeit der Wohnung,
- Besitzverhältnisse (RGBl. Nr. 150/1869, § 1) sowie
- Ehrenbeleidigungen (RGBl. Nr. 59/1907, Art. 2 § 1).

Es hat seinen Ursprung in der Laiengerichtsbarkeit und wurde im 19. Jahrhundert in den Rechtsbestand übernommen. Für die verschiedenen Landesteile ergingen entsprechende Gesetze, von denen 2020 die Gesetze für Vorarlberg von 1909 und für die Steiermark von 1914 als partikuläres Bundesrecht fortgelten.
Die Gesetzgebung über das Verfahren zur außergerichtlichen Vermittlung von Streitigkeiten fiel bis 2019 in die Bundeskompetenz zur Grundsatzgesetzgebung (Art. 12 B-VG) und wechselte 2020 in die Bundeskompetenz zur Gesetzgebung und Vollziehung (Art. 10 B-VG), während die Organisation entsprechender Einrichtungen weiterhin in den Bereich der Landesgesetzgebung fällt (Art. 115 Abs. 2 B-VG, Gemeinderecht) und die Gemeinden weiterhin im eigenen Wirkungsbereich tätig werden (Art. 118 Abs. 3 B-VG).
Die Bedeutung der Gemeindevermittlungsämter ist seit Langem rückläufig. Derzeit bestehen nurmehr in Vorarlberg 21 Gemeindevermittlungsämter für 96 Gemeinden.
Eine Alternative bietet der prätorische Vergleich vor dem Bezirksgericht (§ 433 ZPO).